# Ostinátní bas
Ostinátní bas (basso ostinato) je zvláštní forma basové linky. Nejčastěji se jedná o melodickou figuru, která má několik málo taktů a která se neustále mnohokrát po sobě opakuje i přesto, že ostatní hlasy se harmonicky mění.
Ostinátní bas se poměrně často používá v současné populární hudbě. Velmi oblíbený byl i na konci 16. století v barokní hudbě, kde byl používán jako častý a oblíbený kompoziční prostředek.